# Mark Winegardner
Mark Winegardner (ur. 24 listopada 1961 w Bryan, Ohio) – amerykański powieściopisarz. 

## Życiorys
Spadkobiercy Maria Puzo scedowali na Marka Winegardnera prawa autorskie do pisania kolejnych powieści z cyklu Ojciec chrzestny, czym też Mark się zajął.
Pracuje jako wykładowca literatury na Florida State University. 

## Powieści
- Veracruz Blues
- Crooked River Burning
- That't True of Everybody
- Powrót ojca chrzestnego - 2004
- Zemsta ojca chrzestnego - 2007

Pisarz pisał także opowiadania dla takich czasopism jak GQ, Playboy, Family Circle, American Short Fiction, Ladies, Home Journal. Brał udział w tworzeniu gry Ojciec chrzestny.